# Thọ, Hoài Nam
Thọ ([[chữ Hán giản thể: 寿县, Hán Việt: Thọ huyện) là một huyện thuộc địa cấp thị Hoài Nam, tỉnh An Huy, Cộng hòa Nhân dân Trung Hoa. Huyện này có diện tích 2986 km2, dân số năm 2002 là 1,28 triệu người. Về mặt hành chính, huyện Thọ được chia thành 17 trấn, 7 hương và 1 hương dân tộc. 
- Trấn: Thọ Xuân, Chính Dương, Bảo Nghĩa, Song Kiều, Nghinh Hà, Bản Kiều, Yển Khẩu, Thạch Tập, CHúng Hưng, Tam Giác, Viêm Lưu, Tiểu Miếu, Ngoã Phu, Phong Trang, Giản Câu, Lưu Cương, Song Miếu Tập.
- Hương: Trương Lý, Diêu Khẩu, Kinh Đường, Đại Thuận, Trà Am, Bát Công Sơn, An Phong Đường.
- Hương dân tộc Hồi Đào Điếm